# Nadine Gatzert
Nadine Verena Gatzert (* 1979) ist eine deutsche Wirtschaftsmathematikerin und Hochschullehrerin. Sie ist Professorin für Versicherungswirtschaft und Risikomanagement an der Universität Erlangen-Nürnberg.

## Beruflicher Werdegang
Gatzert studierte ab 1999 Wirtschaftsmathematik an der Universität Ulm, parallel durchlief sie 2003 bis 2004 das Ph.D.-Programm an der University of Southern California in Los Angeles. Nach Abschluss des Studiums in Ulm ging sie 2005 an die Universität St. Gallen, dort habilitierte sie 2009. Anschließend folgte sie einem Ruf der Universität Erlangen-Nürnberg und ist dort seit August 2009 Inhaberin des Lehrstuhls für Versicherungswirtschaft und Risikomanagement. Zum Zeitpunkt ihrer Berufung war sie die jüngste BWL-Professorin Deutschlands.
Ihre Forschungsbereiche sind (Lebens-)Versicherungsmathematik & Alternativer Risiko Transfer, die Bewertung und das Management von Finanzgarantien, Enterprise Risk Management sowie die Regulierung und Solvenzmessung.
Gatzert ist Mitglied der Deutschen Aktuarvereinigung und, seit 2017, der Bayerischen Akademie der Wissenschaften.

## Veröffentlichungen (Auswahl)
- Nadine Gatzert; Michael Martin: Creating customer value in participating life insurance, erschienen in The journal of risk and insurance : the journal of the American Risk and Insurance Association. – Malden, Mass. [u.a] : Blackwell, ISSN 0022-4367
- Gatzert, Nadine; Schmeiser, Hato: The merits of pooling claims revisited, erschienen im Journal of risk finance : the convergence of financial products and insurance. – Bradford [u. a.] : Emerald, ISSN 1526-5943